# Jakob Hurt
Jakob Hurt, född den 10 juli (gregoriansk kalender: 22 juli) 1839 i Himmaste i Estland, död 31 december 1906 (gregoriansk kalender: 13 januari 1907) i Sankt Petersburg i Ryssland, var en estnisk folklorist, teolog och lingvist.  
Jakob Hurt studerade teologi vid universitetet i Dorpat och disputerade 1886 vid Kejserliga Alexandersuniversitetet i Helsingfors. Han var en pionjär inom estniskt folklore och planerade under 1870-talet att publicera en serie på sex volymer med namnet Monumenta Estoniae Antiquae. Han organiserade omkring 1 400 frivilliga att samla in omkring 124 000 sidor om folklore. På grund av finansieringsproblem utkom dock endast två volymer folksånger, vilka publicerades 1875–1876 under namnet Vana kannel ("Gammal cittra"). Ytterligare två volymer utgavs 1938 och 1941. Hurt författade också ett verk i tre volymer med sånger från det finsk-ugriska minoritetsfolket setukeser:  Setukeste laulud  ("Setukesiska sånger") mellan 1894 och 1907.

## Bildgalleri

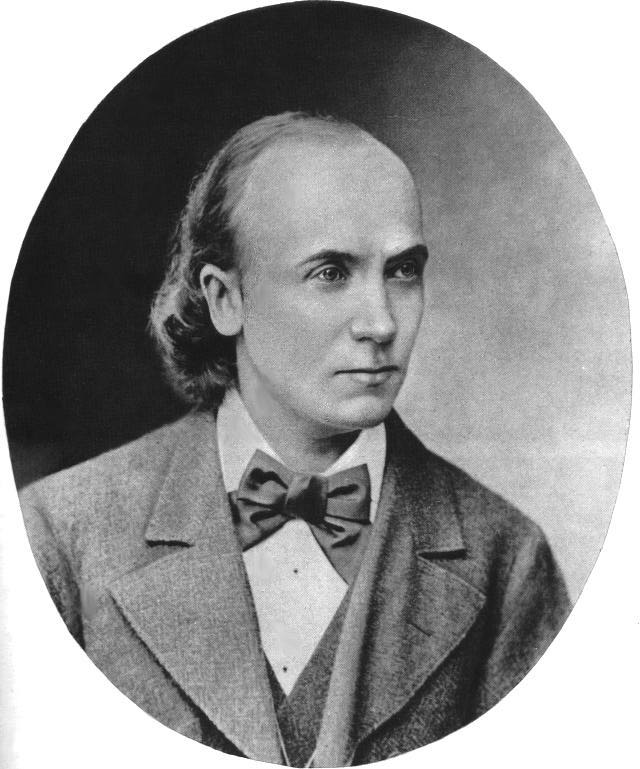
Jakob Hurt som ung lärare 1866.
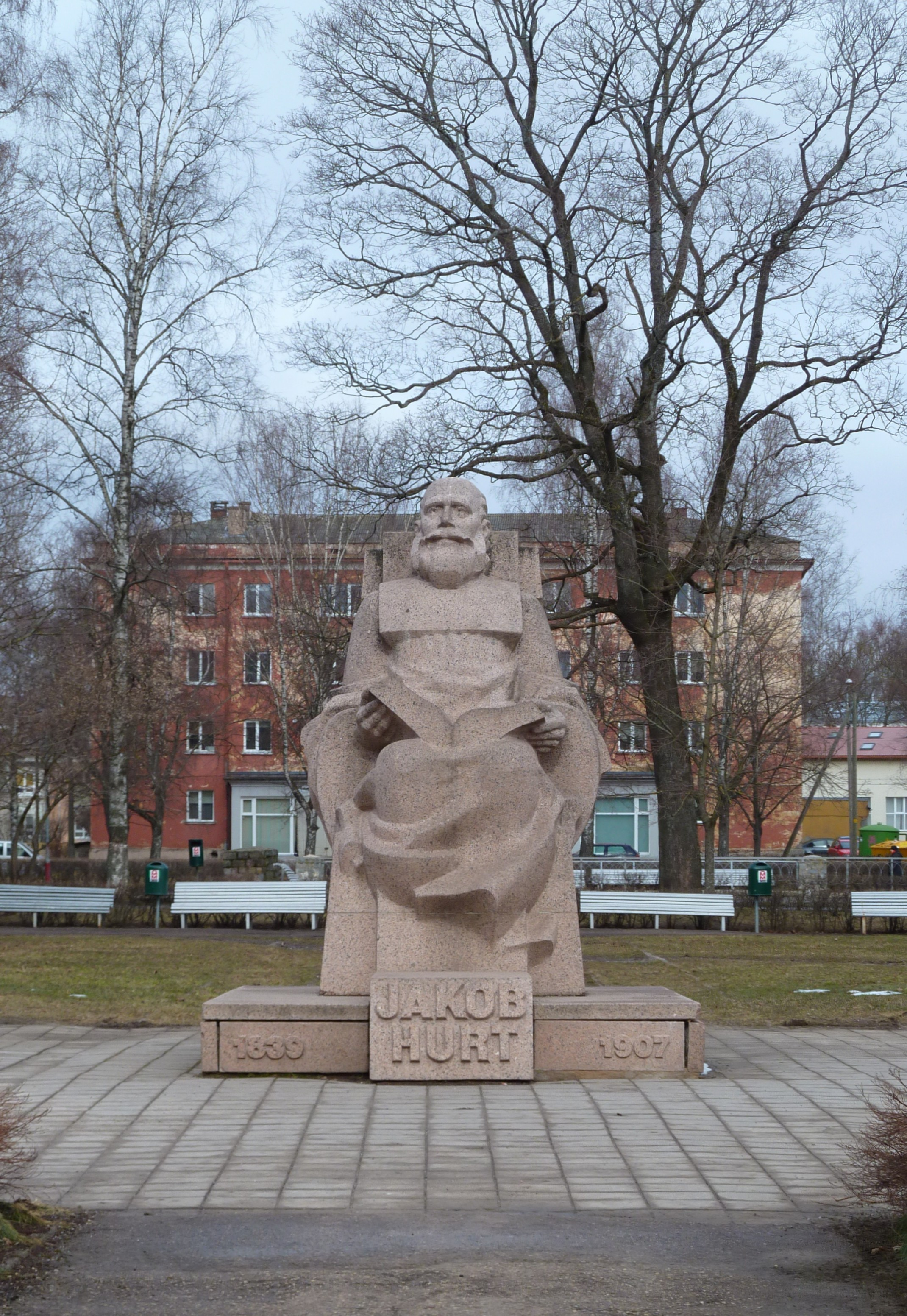
Minnesmärke över Jakob Hurt på Vanemuinegatan 45A i Tartu, från 1994, av Jaak Soans and Rein Tomingas.
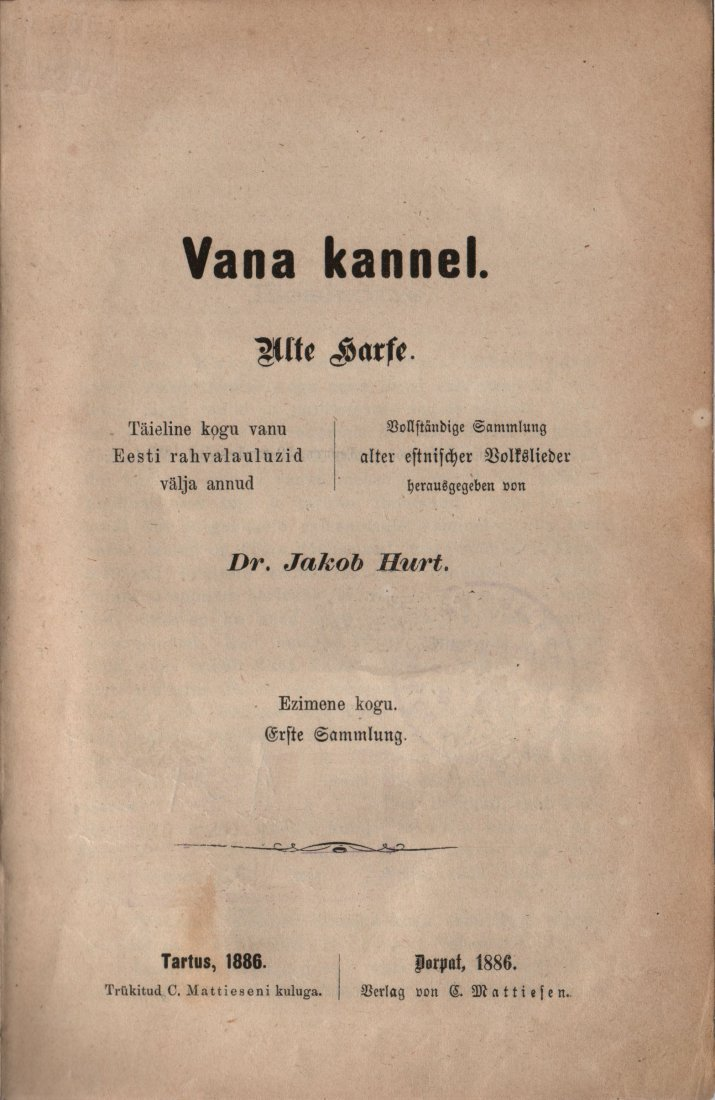
Vana kannel ("Gammal cittra"), utgiven 1886.